# Nikolaos Sargkanīs
Nikolaos Sargkanīs (in greco: Νικόλαος Σαργκάνης; Rafina, 13 gennaio 1954 – Atene, 8 dicembre 2024) è stato un calciatore greco, di ruolo portiere.